# Had to Cry Today
Had to Cry Today è il quarto album in studio del musicista blues rock statunitense Joe Bonamassa, pubblicato nel 2004.

## Tracce
1. Never Make Your Move Too Soon (B.B. King cover) – 4:06
2. Travellin' South (Albert Collins cover) – 3:50
3. Junction 61 – 0:48
4. Reconsider Baby (Lowell Fulson cover) – 6:51
5. Around the Bend – 5:11
6. Revenge of the 10 Gallon Hat – 2:54
7. When She Dances – 4:53
8. Had to Cry Today (Blind Faith cover) – 6:49
9. The River – 5:30
10. When the Sun Goes Down – 2:44
11. Faux Mantini – 2:26